# Abigail Thompson
Abigail Thompson, née en 1958, est une mathématicienne américaine. Elle enseigne et dirige ses recherches à l'Université de Californie à Davis depuis 1997. Ses travaux portent sur la théorie des nœuds et sur la topologie en basses dimensions. Elle a reçu le prix Ruth-Lyttle-Satter en 2003 pour son travail remarquable en topologie de dimension 3 et elle est membre de l'American Mathematical Society depuis 2013.